# Хендшикен
Хендшикен (нем. Hendschiken) — коммуна в Швейцарии, в кантоне Аргау.
Входит в состав округа Ленцбург.  Население составляет 926 человек (на 31 декабря 2007 года). Официальный код  —  4198.